# Драчево (Болгария)
Драчево (болг. Драчево) — село в Болгарии. Находится в Бургасской области, входит в общину Средец. Население составляет 625 человек (2022).

## Политическая ситуация
В местном кметстве Драчево, в состав которого входит Драчево, должность кмета (старосты) исполняет Йона Николова Чобанова (Болгарская социалистическая партия (БСП)) по результатам выборов.
Кмет (мэр) общины Средец — Тодор Пройков Станчев (Болгарская социалистическая партия (БСП)) по результатам выборов.